# Temperament mezotonic
Scara sonoră temperată mezotonic a fost scara sonoră preferată in perioada barocului.
In sistemul Pitagora terța mare este de 407.8 de sutimi, mult peste idealul de 386.3 de sutimi. Acest interval, care capată o importanță deosebită in muzica instrumentală barocă, este dus mai aproape de cele pure prin "temperarea" (scăderea frecvenței) cvintelor perfecte.
Scările sonore temperate mezotonic pot fi obținute din două condiții: in primul rand, au coma sintonică egală cu zero. Aceasta se realizează prin modificarea simultană a cvintelor perfecte și a terțelor mari. In al doilea rand, o terță mare este alcatuită din două tonuri egale.

## Temperarea cu 1/4 coma
Scara sonoră temperata mezotonic "cu 1/4 coma" are cvintele temperate cu un sfert din coma sintonică (egala cu 21.5 de sutimi in intonatia naturală). Prin urmare valoarea lor se reduce de la 701.9 sutimi la 696.6 sutimi. Cvintele reduse cu 1/4 coma rezulta intr-o coma sintonică egala cu zero daca terțele mari sunt egale cu 386.3 de sutimi. Deoarece terța mare este egală cu doua tonuri, un ton este egal cu 193.2 de sutimi (11.8% crestere).
Semitonul diatonic (sd) este diferența dintre cvinta de 696.6 de sutimi și trei tonuri de 193.2 de sutimi, egală cu 117 de sutimi (7.00% crestere). Diferența dintre un ton și semitonul diatonic este semitonul cromatic (sc) de 76 de sutimi (4.50% crestere).
| Simbol | Nume            | Raport | Sutimi | Relația intre intervale |
| ------ | --------------- | ------ | ------ | ----------------------- |
| P1     | Prima           | 1.000  | 0      | P1                      |
| P1♯    | Prima mărită    | 1.045  | 76.0   | P1+sc                   |
| M2     | Secunda mare    | 1.118  | 193.2  | P1+sd                   |
| m3     | Terța mică      | 1.196  | 310.3  | m3=M2+sd                |
| M3     | Terța mare      | 1.250  | 386.3  | M3=m3+sc                |
| P4     | Cvarta perfectă | 1.306  | 503.4  | P4=M3+sd                |
| P4♯    | Cvarta mărită   | 1.397  | 579.5  | P4 diez =P4+sc          |
| P5     | Cvinta perfectă | 1.495  | 696.6  | P5=P4 diez +sd=m6-sd    |
| P5♯    | Cvinta mărită   | 1.562  | 772.6  | P5 diez =P5+sc          |
| m6     | Sexta mică      | 1.6    | 813.7  | m6=M6-sc                |
| M6     | Sexta mare      | 1.632  | 889.7  | M6=m7-sd                |
| m7     | Septima mică    | 1.789  | 1006.8 | m7=M7-sc                |
| M7     | Septima mare    | 1.825  | 1082.9 | M7=P8-sd                |
| P8     | Octava          | 2.000  | 1200   | P8                      |

## Alte posibilitați
Temperamentul mezotonic cu "1/4 coma" face parte dintr-o familie de temperamente mezotonice. Temperarea cvintelor perfecte poate fi cu 1/3, 1/5, 1/6 etc. din coma sintonică.

### Exemplu: temperarea cu 1/6 coma
De exemplu in cazul temperarii cvintelor cu 1/6 coma, o cvintă perfectă devine egală cu 701.9-21.5/6= 698.3 de sutimi. Coma sintonică (egala cu 4P5-M3-2P8) este egală cu zero daca terța mare este simultan modificată cu (+1/3), asfel ca suma de 4(-1/6)-(+1/3)= -1 să anuleze coma sintonică din intonația naturală. Prin urmare, terța mare creste cu 1/3 din coma, devenind 386.3+21.5/3=393.5. Terța mică se poate afla din diferența dintre cvinta perfectă și terța mare. Un ton este, prin definitie, jumatate din terta mare adica 196.8 de sutimi. Semitonul cromatic este diferența dintre terța mare și mică egal cu 88.7. Semitonul diatonic este diferența dintre un ton si semitonul cromatic, adică 108.1 de sutimi.
In acelasi mod se pot obtine valorile din tabelul de mai jos pentru alte sisteme.
Stiind semitonul diatonic si cromatic, se pot afla toate intervalele oricarui sistem de temperament mezotonic folosind relațiile dintre intervale din tabelul de mai sus.
| Sistem   | Cvinta perfectă (P5) | Cvinta perfectă (P5) | Terța mare (M3) | Terța mare (M3) | Terța mică (m3) | Terța mică (m3) | Ton   | Semiton diatonic | Semiton cromatic | Cvinta lupului |
| Sistem   | Temperare            | Sutimi               | Temperare       | Sutimi          | Temperare       | Sutimi          | Ton   | Semiton diatonic | Semiton cromatic | Cvinta lupului |
| -------- | -------------------- | -------------------- | --------------- | --------------- | --------------- | --------------- | ----- | ---------------- | ---------------- | -------------- |
| 1/3 coma | -1/3                 | 694.7                | -1/3            | 379.1           | 0               | 315.6           | 189.5 | 126.0            | 63.5             | 758.3          |
| 2/7 coma | -2/7                 | 695.8                | -1/7            | 383.2           | -1/7            | 312.5           | 191.6 | 120.9            | 70.7             | 746.2          |
| 1/4 coma | -1/4                 | 696.5                | 0               | 386.3           | -1/4            | 310.2           | 193.1 | 117.5            | 76.1             | 737.6          |
| 2/9 coma | -2/9                 | 697.1                | +1/9            | 388.7           | -1/3            | 308.4           | 194.4 | 114.1            | 80.3             | 731.9          |
| 1/5 coma | -1/5                 | 697.6                | +1/5            | 390.6           | -2/5            | 307             | 195.3 | 112.0            | 83.3             | 726.4          |
| 1/6 coma | -1/6                 | 698.3                | +1/3            | 393.5           | -1/2            | 304.8           | 196.8 | 108.1            | 88.7             | 718.5          |

## Cvinta "lupului"
Din cauza comei lui Pitagora (care nu este egala cu zero in temperamente mezotonice, spre deosebire de cea sintonica), o cvintă (de obicei situata intre Sol diez si Mi bemol) va fi departe de intervalul pur in aceste sisteme. In cazul temperarii mezotonice cu 1/4 coma, coma lui Pitagora este de -41 de sutimi. Astfel, cvinta "lupului" este egala cu 696.5+41=737.5 sutimi, mult peste idealul de 701.9 sutimi. Din aceasta cauza a fost comparată cu un urletul unui lup si a fost evitată cu orice preț.
Alternativ, marimea cvintei lupului se poate afla simplu din conditia ca 11 cvinte perfecte plus una a lupului sa fie egale cu 7 octave, sau 8400 de sutimi.

## Temperamente mezotonice iregulare
In fiecare din sistemele de mai sus, 11 cvinte au valori egale (de exemplu 697.6 in temperarea cu 1/5 coma), iar o singură cvintă (a lupului) are o valoare diferită (726.4). Au fost folosite multe alte variante care elimină cvinta lupului. Pentru aceasta, coma lui Pitagora este distribuită inegal intre mai multe cvinte. Lucrarea lui J.S. Bach "Clavecinul bine temperat" se referă la unul dintre aceste temperamente.
In scara sonoră egal temperată, coma lui Pitagora este distribuită egal intre toate cele 12 cvinte.